# Emil Sajfutdinov

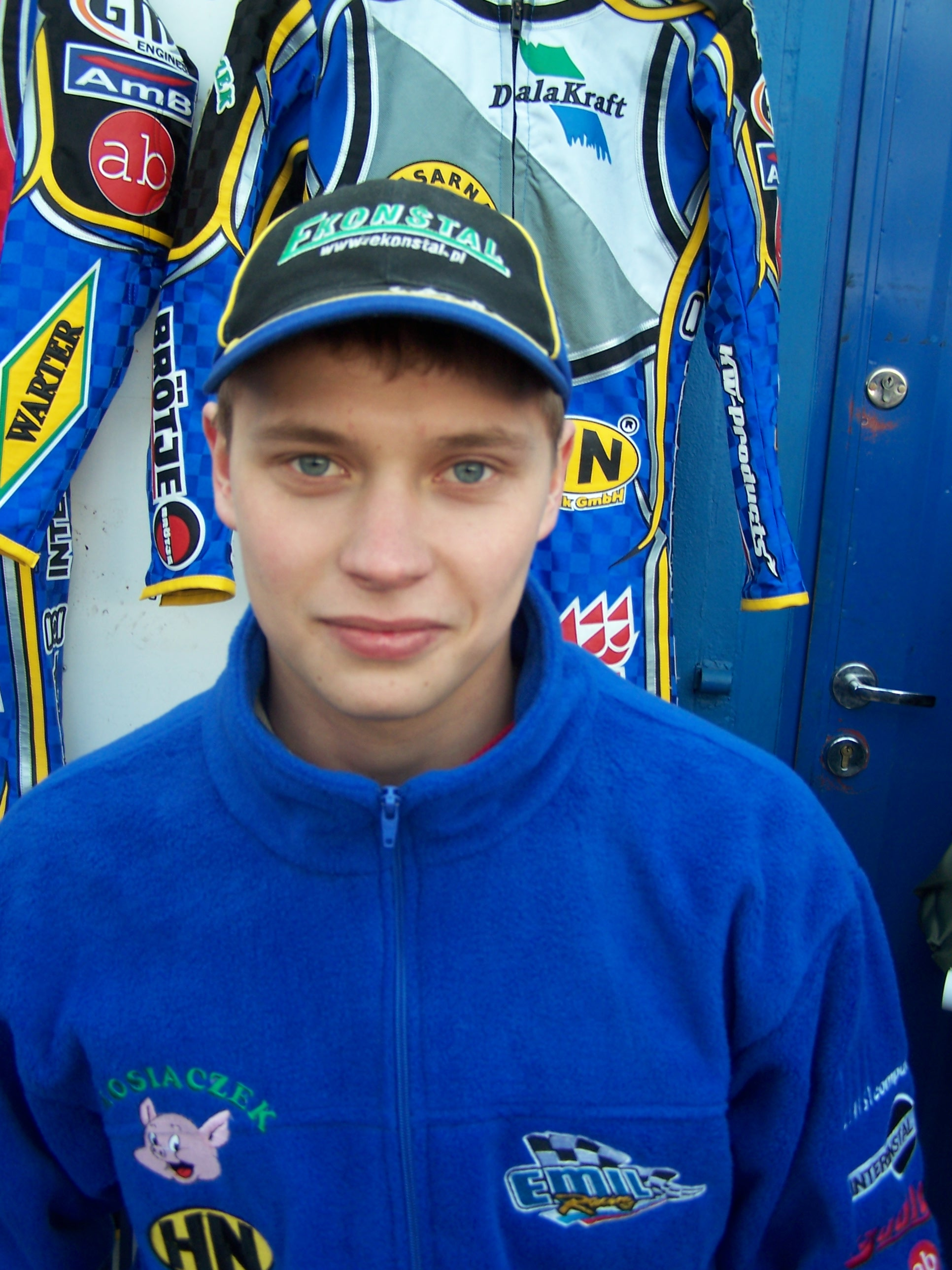
Emil Sajfutdinov (2008)

Emil Damirovitj Sajfutdinov (ryska: Эмиль Дамирович Сайфутдинов), född den 26 oktober 1989 i Salavat, Sovjetunionen, är en rysk speedwayförare. Han blev U 21-världsmästare både 2007 och 2008, det senare året framför australiensaren Chris Holder.

## Speedwaykarriär
Sajfutdinov startade sin karriär 2005, i den ryska ligan med Mega-Lada Togliatti. Han var en lagets viktigaste förare, när de blev ryska mästare. Året därpå gjorde han sin debut i den polska ligan med Polonia Bydgoszcz. 2007 började han även att köra i Elitserien i Sverige för Masarna. Han blev sedan juniorvärldsmästare två säsonger i rad, vilket gav honom en plats till Speedway Grand Prix för säsongen 2009. Sajfutdinov har börjat succéartat, och vunnit två av fem tävlingar. I elitserien tillhör han från och med säsongen 2014 Elit Vetlanda. 
I Cardiffs Grand Prix var Sajfutdinov inblandad i ett slagsmål med Scott Nicholls. Sajfutdinov ansåg att Nicholls hade "stängt vägen" för Sajfutdinov i slutet av sista kurvan.
- Wikimedia Commons har media som rör Emil Sajfutdinov.